# ビル・チルデン
ビル・チルデン（Bill Tilden, 1893年2月10日 - 1953年6月5日）は、アメリカ・ペンシルベニア州フィラデルフィア出身の男子テニス選手。本名は William Tatem Tilden II （ウィリアム・ターテム・チルデン2世）といい、「ビル・チルデン」の名前で最もよく知られる。
4大大会優勝10回は1967年にロイ・エマーソンが抜くまで当時歴代1位記録だった。現在でも男子テニスの単独歴代8位記録。
全米オープン優勝7回は現在も歴代1位タイ記録。
第一次世界大戦後の時代に活躍し、日本テニス界の黎明期に大きな影響を与えた選手である。大男だったことから“Big Bill”（ビッグ・ビル）と呼ばれていた。長身を生かした弾丸サーブ「キャノン・ボール」（Cannonball）を最大の武器にした。

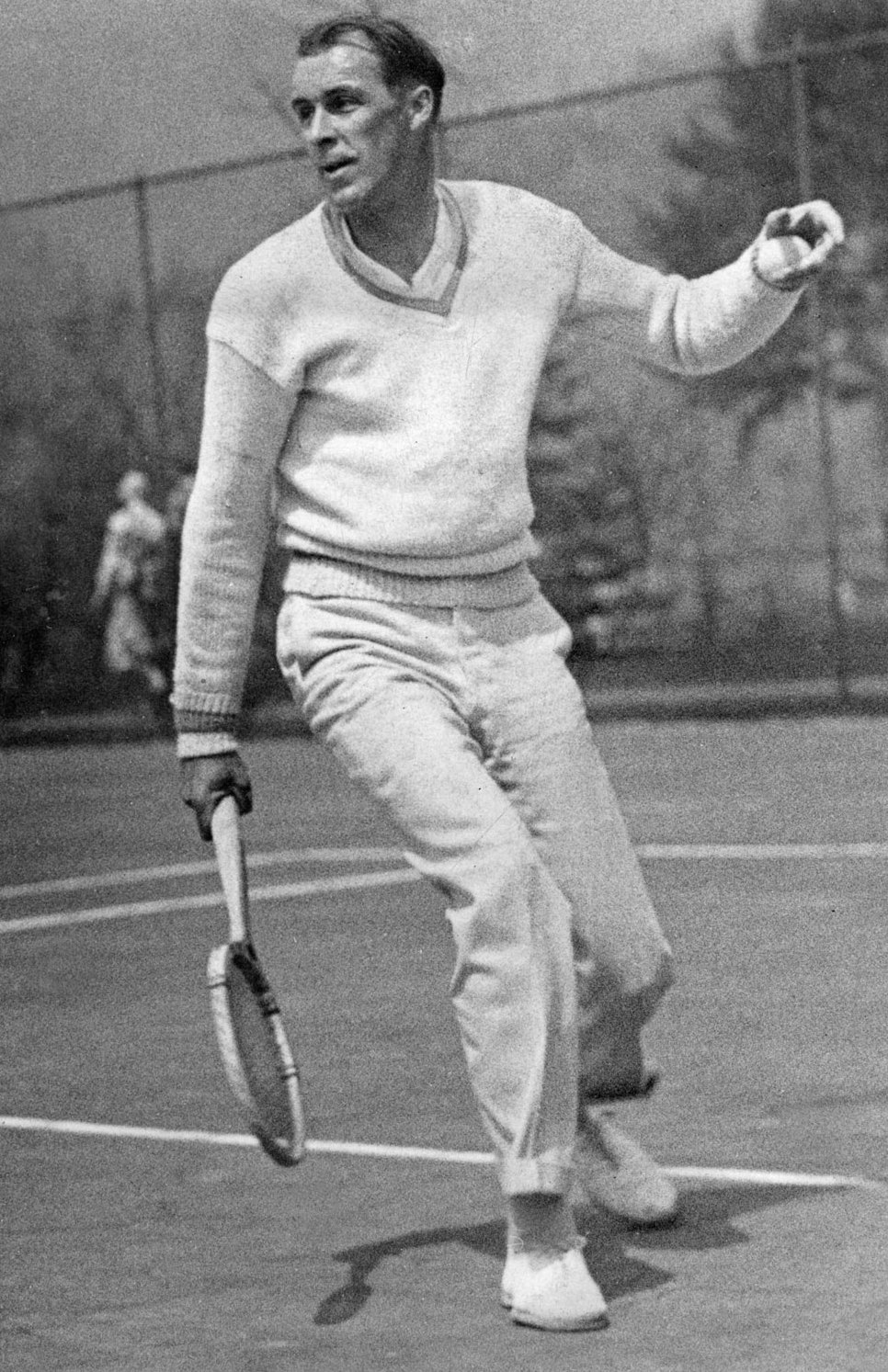
チルデンが由来のチルデンセーター

## 経歴
チルデンは早くから日本人選手との対戦が多く、1918年の全米選手権準決勝で日本人テニス選手として史上初めて4大大会準決勝に進出した熊谷一弥と対戦し 6-2, 6-2, 6-0 で破っている。1920年のウィンブルドン選手権で優勝した時、チルデンは日本からの挑戦者として勝ち進んだ清水善造の挑戦を退けた。当時のウィンブルドン選手権の競技方式は、現在とは大きく異なっていた。まず「チャレンジ・ラウンド」（Challenge Round, 挑戦者決定戦）が行われ、大会前年優勝者を除くほかの選手たちが1回戦からトーナメントを勝ち抜き、それを制した選手が前年優勝者と決勝を戦う「オールカマーズ・ファイナル」（All-Comers Final）方式を採用していた。（大会前年優勝者は無条件で決勝に出場できたところが、現在のシステムとの相違点である。）清水とチルデンは、このチャレンジ・ラウンド決勝で対戦し、チルデンが 6-4, 6-4, 13-11 で競り勝った。それからチルデンは「オールカマーズ・ファイナル」で1919年度の優勝者ジェラルド・パターソン（オーストラリア）に勝ち、ウィンブルドン初優勝を飾った。清水のチャレンジ・ラウンド決勝進出は、今なお（2014年全米オープン男子シングルス準優勝の錦織圭と並んで）日本男子テニス選手の4大大会最高成績として残っている。
チルデンは1920年から1925年まで、全米選手権に大会6連覇を達成した。全米選手権では、1918年から1925年まで8年連続で決勝に進出したが、1918年の大会では準決勝で熊谷を圧倒した後、決勝でリンドレイ・マリーに 3-6, 1-6, 5-7 で敗れて準優勝になった。1919年から1925年までの7年間に、チルデンは6度ビル・ジョンストンと決勝対決をした。（1921年の準優勝者はウォレス・F・ジョンソンで、ウィリアム・ジョンストンとは別人の選手であるが、名前がよく似ているためジョンストンと間違えやすい。）全く同じ「ビル」の名前を持つチルデンとジョンストンが全米選手権で6度の決勝対決を繰り広げたことから、2人はアメリカのライバルとして対比される関係にあった。身長188cmの大男だったチルデンは“Big Bill”（ビッグ・ビル）と呼ばれ、身長173cmの小柄な体格だったジョンストンは“Little Bill”（リトル・ビル）と呼ばれた。その後、チルデンは1929年に全米選手権で4年ぶり7度目の優勝を飾ったが、1927年の決勝ではフランスのルネ・ラコステに敗れたことがある。全米選手権男子シングルス7勝は、リチャード・シアーズ（同選手権第1回大会から7連覇）、ウィリアム・ラーンドと並ぶ大会歴代1位タイ記録である。
全仏選手権は、以前はフランス人選手しか出場資格のない大会だった。1925年に国際大会となってから、チルデンも出場資格を得たが1927年と1930年の2度の準優勝に終わり、ここでは優勝できなかった。1930年全仏選手権ではシリー・アウセム（ドイツ）と組んだ混合ダブルス優勝がある。
チルデンは1920年から1926年まで、男子テニス国別対抗戦・デビスカップでアメリカチームの「7連覇」に貢献した。デビスカップでは「ビッグ・ビル」（チルデン）と「リトル・ビル」（ジョンストン）は良きチームメートであった。1921年に日本がデビスカップ初出場を果たした時、アメリカ・チームは「アメリカン・ゾーン」のチャレンジ・ラウンド決勝で日本チームを5戦全勝で退けた。ここでもチルデンとジョンストンが清水と熊谷の挑戦を退けている。
1931年、チルデンはアメリカ・テニス協会の「アマチュア資格」をめぐるトラブルに嫌気がさしたことから「プロテニス選手」に転向した。（世界初のプロテニス選手は、1926年に転向したフランスのスザンヌ・ランランである。）1936年（昭和11年）10月、チルデンはエルスワース・バインズと女子選手ジェーン・シャープとともに、アメリカ人プロテニス選手3人の一行で来日した。（女子選手はシャープ1人であったことから、対戦相手として岡田早苗が指名された。）プロ選手の一行は、田園コロシアム（現在の有明コロシアム）・甲子園と名古屋の3都市を回り、日本のファンにプロテニスを紹介した。この時チルデンは43歳を迎え、往年の切れ味は落ちていたが、会場はすべて超満員になったという。この来日で、チルデンは旧友の清水との再会を楽しみ、佐藤俵太郎を自身の主催する「チルデン・ツアー」に誘った。こうして佐藤は「日本人最初のプロテニス選手」となった。チルデンは後半生にも日本人選手とのつながりが多かったことから、チルデンについては日本語のテニス文献でも多数の資料を調べることが可能である。
チルデンは全盛時代の1921年に『ローンテニスの芸術』（The Art of Lawn Tennis）という著書を出版したが、現在はこの本をオンラインで読むことが出来る（本記事の外部リンク参照）。この本ではテニスの技術解説のみならず、チルデンのライバル選手たちに関する興味深い観察も多く含まれている。日本の挑戦者だった熊谷と清水についても第14章で説明があり、チルデンが彼らを高く評価していたことがうかがえる（熊谷は Ichija Kumagae, イチヤ・クマガエ、清水は Zenzo Shimidzu と表記されている。）。
チルデンは経済的に裕福な家庭に育ち、プロ選手として大金を稼いだが私生活では浪費家だったという。1953年6月5日、ロサンゼルスの自宅で心臓発作のため没した。「全米プロテニス選手権」に出場するためクリーブランド行きの旅券を持っていたが、自室で遺体が発見された。チルデンの没後から6年たった1959年に国際テニス殿堂入りを果たしている。

## 記録
全米オープン優勝「7回」
リチャード・シアーズ、ウィリアム・ラーンドとのタイ記録
グランドスラム1大会で決勝進出数「10回」
全米オープンで記録
キャリア勝率「93.60% (907-62)」

## 4大大会優勝
- ウィンブルドン選手権 男子シングルス：3勝（1920年・1921年・1930年）／男子ダブルス：1勝（1927年） ［1920年のチャレンジ・ラウンド決勝で清水と対戦］
- 全米選手権 男子シングルス：7勝（1920年-1925年・1929年）／男子ダブルス：5勝（1918年・1921年-1923年・1927年）／混合ダブルス：4勝（1913年・1914年・1922年・1923年） ［男子シングルスは大会歴代1位タイ、6連覇を含む］
- 全仏選手権 混合ダブルス：1勝（1930年） ［男子シングルス準優勝2度：1927年・1930年］

| 年     | 大会                 | 対戦相手                | 試合結果                 |
| ------ | -------------------- | ----------------------- | ------------------------ |
| 1920年 | ウィンブルドン選手権 | ジェラルド・パターソン  | 2-6, 6-3, 6-2, 6-4       |
| 1920年 | 全米選手権           | ビル・ジョンストン      | 6-1, 1-6, 7-5, 5-7, 6-3  |
| 1921年 | ウィンブルドン選手権 | ブライアン・ノートン    | 4-6, 2-6, 6-1, 6-0, 7-5  |
| 1921年 | 全米選手権           | ウォレス・F・ジョンソン | 6-1, 6-3, 6-1            |
| 1922年 | 全米選手権           | ビル・ジョンストン      | 4-6, 3-6, 6-2, 6-3, 6-4  |
| 1923年 | 全米選手権           | ビル・ジョンストン      | 6-4, 6-1, 6-4            |
| 1924年 | 全米選手権           | ビル・ジョンストン      | 6-1, 9-7, 6-2            |
| 1925年 | 全米選手権           | ビル・ジョンストン      | 4-6, 11-9, 6-3, 4-6, 6-3 |
| 1929年 | 全米選手権           | フランシス・ハンター    | 3-6, 6-3, 4-6, 6-2, 6-4  |
| 1930年 | ウィンブルドン選手権 | ウィルマー・アリソン    | 6-3, 9-7, 6-4            |

## 4大大会シングルス成績
略語の説明
| W | F | SF | QF | #R | RR | Q# | LQ | A | Z# | PO | G | S | B | NMS | P | NH |

W=優勝, F=準優勝, SF=ベスト4, QF=ベスト8, #R=#回戦敗退, RR=ラウンドロビン敗退, Q#=予選#回戦敗退, LQ=予選敗退, A=大会不参加, Z#=デビスカップ/BJKカップ地域ゾーン, PO=デビスカップ/BJKカッププレーオフ, G=オリンピック金メダル, S=オリンピック銀メダル, B=オリンピック銅メダル, NMS=マスターズシリーズから降格, P=開催延期, NH=開催なし.
|                |                            |                            |                            |                            |                            |                            |                            |                            |                            |                            |                            |                            |                            |                            |                            |                            | SR      | 通算成績 | 勝率  |
| グランドスラム | アマチュアキャリア         | アマチュアキャリア         | アマチュアキャリア         | アマチュアキャリア         | アマチュアキャリア         | アマチュアキャリア         | アマチュアキャリア         | アマチュアキャリア         | アマチュアキャリア         | アマチュアキャリア         | アマチュアキャリア         | アマチュアキャリア         | アマチュアキャリア         | アマチュアキャリア         | アマチュアキャリア         | アマチュアキャリア         | 10 / 23 | 114–13   | 89.76 |
| グランドスラム | 1915                       | 1916                       | 1917                       | 1918                       | 1919                       | 1920                       | 1921                       | 1922                       | 1923                       | 1924                       | 1925                       | 1926                       | 1927                       | 1928                       | 1929                       | 1930                       | 10 / 23 | 114–13   | 89.76 |
| -------------- | -------------------------- | -------------------------- | -------------------------- | -------------------------- | -------------------------- | -------------------------- | -------------------------- | -------------------------- | -------------------------- | -------------------------- | -------------------------- | -------------------------- | -------------------------- | -------------------------- | -------------------------- | -------------------------- | ------- | -------- | ----- |
| 全豪オープン   | A                          | Not Held                   | Not Held                   | Not Held                   | A                          | A                          | A                          | A                          | A                          | A                          | A                          | A                          | A                          | A                          | A                          | A                          | 0 / 0   | 0–0      | N/A   |
| 全仏オープン   | Not Held                   | Not Held                   | Not Held                   | Not Held                   | Not Held                   | フランス選手のみ           | フランス選手のみ           | フランス選手のみ           | フランス選手のみ           | フランス選手のみ           | A                          | A                          | F                          | A                          | SF                         | F                          | 0 / 3   | 14–3     | 82.35 |
| ウィンブルドン | Not Held                   | Not Held                   | Not Held                   | Not Held                   | A                          | W                          | W                          | A                          | A                          | A                          | A                          | A                          | SF                         | SF                         | SF                         | W                          | 3 / 6   | 31–3     | 91.18 |
| 全米オープン   | A                          | 1R                         | 3R                         | F                          | F                          | W                          | W                          | W                          | W                          | W                          | W                          | QF                         | F                          | A                          | W                          | SF                         | 7 / 14  | 69–7     | 90.79 |
| プロスラム     | プロフェッショナルキャリア | プロフェッショナルキャリア | プロフェッショナルキャリア | プロフェッショナルキャリア | プロフェッショナルキャリア | プロフェッショナルキャリア | プロフェッショナルキャリア | プロフェッショナルキャリア | プロフェッショナルキャリア | プロフェッショナルキャリア | プロフェッショナルキャリア | プロフェッショナルキャリア | プロフェッショナルキャリア | プロフェッショナルキャリア | プロフェッショナルキャリア | プロフェッショナルキャリア | 4 / 19  | 36–17    | 67.92 |
| プロスラム     | 1931                       | 1932                       | 1933                       | 1934                       | 1935                       | 1936                       | 1937                       | 1938                       | 1939                       | 1940                       | 1941                       | 1942                       | 1943                       | 1944                       | 1945                       | 1946                       | 4 / 19  | 36–17    | 67.92 |
| 全仏プロ       | A                          | A                          | W                          | W                          | SF                         | A                          | SF                         | F                          | SF                         | Not Held                   | Not Held                   | Not Held                   | Not Held                   | Not Held                   | Not Held                   | Not Held                   | 2 / 6   | 10–4     | 71.43 |
| ウェンブリー   | Not Held                   | Not Held                   | Not Held                   | 3rd                        | F                          | A                          | F                          | F                          | 3rd                        | Not Held                   | Not Held                   | Not Held                   | Not Held                   | Not Held                   | Not Held                   | Not Held                   | 0 / 4   | 8–7      | 53.33 |
| 全米プロ       | W                          | SF                         | A                          | A                          | W                          | A                          | A                          | A                          | SF                         | SF                         | QF                         | A                          | QF                         | N.H.                       | SF                         | 1R                         | 2 / 9   | 18–7     | 72.00 |
| 合計           | 合計                       | 合計                       | 合計                       | 合計                       | 合計                       | 合計                       | 合計                       | 合計                       | 合計                       | 合計                       | 合計                       | 合計                       | 合計                       | 合計                       | 合計                       | 合計                       | 14 / 42 | 150–30   | 83.33 |